# Eumetopina flavipes
Eumetopina flavipes är en insektsart som beskrevs av Frederick Arthur Godfrey Muir 1913. Eumetopina flavipes ingår i släktet Eumetopina och familjen sporrstritar. Inga underarter finns listade i Catalogue of Life.